# Jurij Sywucha
Jurij Petrowycz Sywucha, ukr. Юрій Петрович Сивуха, ros. Юрий Петрович Сивуха, Jurij Pietrowicz Siwucha (ur. 13 stycznia 1958 w Charkowie) – radziecki i ukraiński piłkarz, grający na pozycji bramkarza, trener piłkarski.

## Kariera piłkarska

### Kariera klubowa
Wychowanek szkółki piłkarskiej "Trudowi Rezerwy" w Charkowie. W 1976 występował w drużynie rezerw Metalista Charków. W 1977 został zawodnikiem Dynama Kijów. Przez dwa sezony rozegrał tylko 1 mecz, dlatego powrócił do Metalista. Po 10 sezonach przeszedł do Metałurha Zaporoże. W sierpniu-październiku 1994 zagrał 6 meczów w składzie Torpeda Zaporoże, po czym odszedł do Zirki Kirowohrad. W 1996 bronił barw amatorskiego zespołu Enerhetyk Komsomolske, a w 1998 był na liście piłkarzy Nywy Winnica, ale nie rozegrał żadnego meczu. Po zakończeniu rundy jesiennej w grudniu 1998 zakończył karierę zawodową.

### Kariera reprezentacyjna
Jako piłkarz radzieckiej reprezentacji U-18 zdobył w 1976 Juniorskie Mistrzostwo Europy. W 1977 zdobył Mistrzostwo Świata z radziecką reprezentacją U-20 w Tunezji.

## Kariera trenerska
Kilka lat po zakończeniu kariery zawodniczej rozpoczął karierę trenerską. Przez pewien czas pomagał trenerowi w zespole Metalista Charków. W styczniu 2005 przeszedł razem z grupą piłkarzy oraz głównym trenerem Hennadijem Łytowczenką do FK Charków, gdzie pomagał trenować bramkarzy. Od 2013 roku pracuje jako asystent trenera reprezentacji narodowej Ukrainy.

## Sukcesy i odznaczenia

### Sukcesy klubowe
- zdobywca Pucharu ZSRR: 1988
- finalista Pucharu Federacji Piłki Nożnej ZSRR: 1987
- mistrz Pierwszej Ligi ZSRR: 1981
- brązowy medalista Pierwszej Ligi ZSRR: 1980, 1990

### Sukcesy reprezentacyjne
- mistrz Europy U-18: 1976
- mistrz Świata U-20: 1977

### Sukcesy indywidualne
- wybrany do listy najlepszych piłkarzy ukraińskich: Nr 1 (1992, 1993).

### Odznaczenia
- tytuł Mistrza Sportu ZSRR: 1976
- tytuł Mistrza Sportu Klasy Międzynarodowej: 1977
- Honorowe Odznaczenie Gabinetu Ministrów Ukrainy "za znaczący osobisty wniosek w rozwój kultury fizycznej i sportu z okazji 110-lecia ukraińskiej piłki nożnej": 2004[2].